# Expedição 21
Expedição 21 foi a vigésima-primeira expedição humana de longa duração à Estação Espacial Internacional, realizada entre 11 de outubro e 1 de dezembro de 2009. A troca de tripulações entre as expedições 20 e 21 exigiu o acoplamento de três naves Soyuz ao mesmo tempo na estação, a primeira vez que isso ocorreu. O belga Frank De Winne, da ESA, foi o primeiro comandante europeu de uma expedição na estação espacial. A astronauta norte-americana Nicole Stott foi a última a integrar uma expedição sendo transportada até a ISS pelo ônibus espacial. O artista Guy Laliberté, fundador do Cirque du Soleil, esteve por onze dias na estação como turista espacial.

## Tripulação
| Posição             | Primeira parte (Outubro até novembro de 2009) | Segunda parte (Novembro até dezembro de 2009) |                  |
| ------------------- | --------------------------------------------- | --------------------------------------------- | ---------------- |
| Comandante          | Frank De Winne                                | Frank De Winne                                | Frank De Winne   |
| Engenheiro de voo 1 | Roman Romanenko                               | Roman Romanenko                               | Roman Romanenko  |
| Engenheiro de voo 2 | Robert Thirsk                                 | Robert Thirsk                                 | Robert Thirsk    |
| Engenheiro de voo 3 | Jeffrey Williams                              | Jeffrey Williams                              | Jeffrey Williams |
| Engenheiro de voo 4 | Maksim Surayev                                | Maksim Surayev                                | Maksim Surayev   |
| Engenheira de voo 5 | Nicole Stott                                  |                                               |                  |

## Insígnia
O elemento central da insígnia é inspirado por um fractal de seis, simbolizando o trabalho em equipe da tripulação de seis pessoas. Do elemento básico de uma pessoa, seis pessoas juntas formam uma entidade muito mais complexa e multifacetada, através do infinito do universo. A insígnia mostra à esquerda crianças na Terra sob o sol brilhante como o nosso futuro e a razão pela qual exploramos o espaço. A nave Soyuz e o ônibus espacial à direita são os veículos que permitem a exploração humana atualmente, enquanto a Estação Espacial Internacional lidera nossos próximos objetivos, a Lua e Marte. O formato da insígnia tem seis pontas, que geometricamente soam como uma folha, representando simetria e harmonia ecológica e as seis estrelas no espaço profundo representam a atual e as futuras tripulações.

## Missão
Esta expedição marcou o início da transição entre a montagem final da ISS e seu uso contínuo como base orbital de pesquisas, que ocorreu em 2010. Uma nave não-tripulada Progress de mantimentos e um mini-módulo de atracação e pesquisa russo MRM2, conhecido como Poisk, acoplaram-se na ISS durante a expedição. Cerca de 150 experiências científicas foram realizadas conjuntamente por esta expedição e a seguinte, nos campos da biologia, física, observação da Terra, desenvolvimento de novas tecnologias e atividades educacionais. Operações de uma nova "câmera de agricultura" ( (AgCam) criada especialmente para monitoramento em imagens naturais e em infravermelho de áreas de vegetação e de plantações na Terra e o uso de equipamentos de robótica também foram feitos.  Antes desta expedição, a instalação e a manutenção dos equipamentos e das partes que compõem a estação dominaram o tempo disponível de trabalho da tripulação; mas com a término da montagem total sendo feito a partir desta expedição, facilidades adicionais e tripulantes disponíveis para operá-las permitiram um grande aumento de tempo disponível para a realização de pesquisas como um verdadeiro laboratório funcional multinacional.

## Galeria

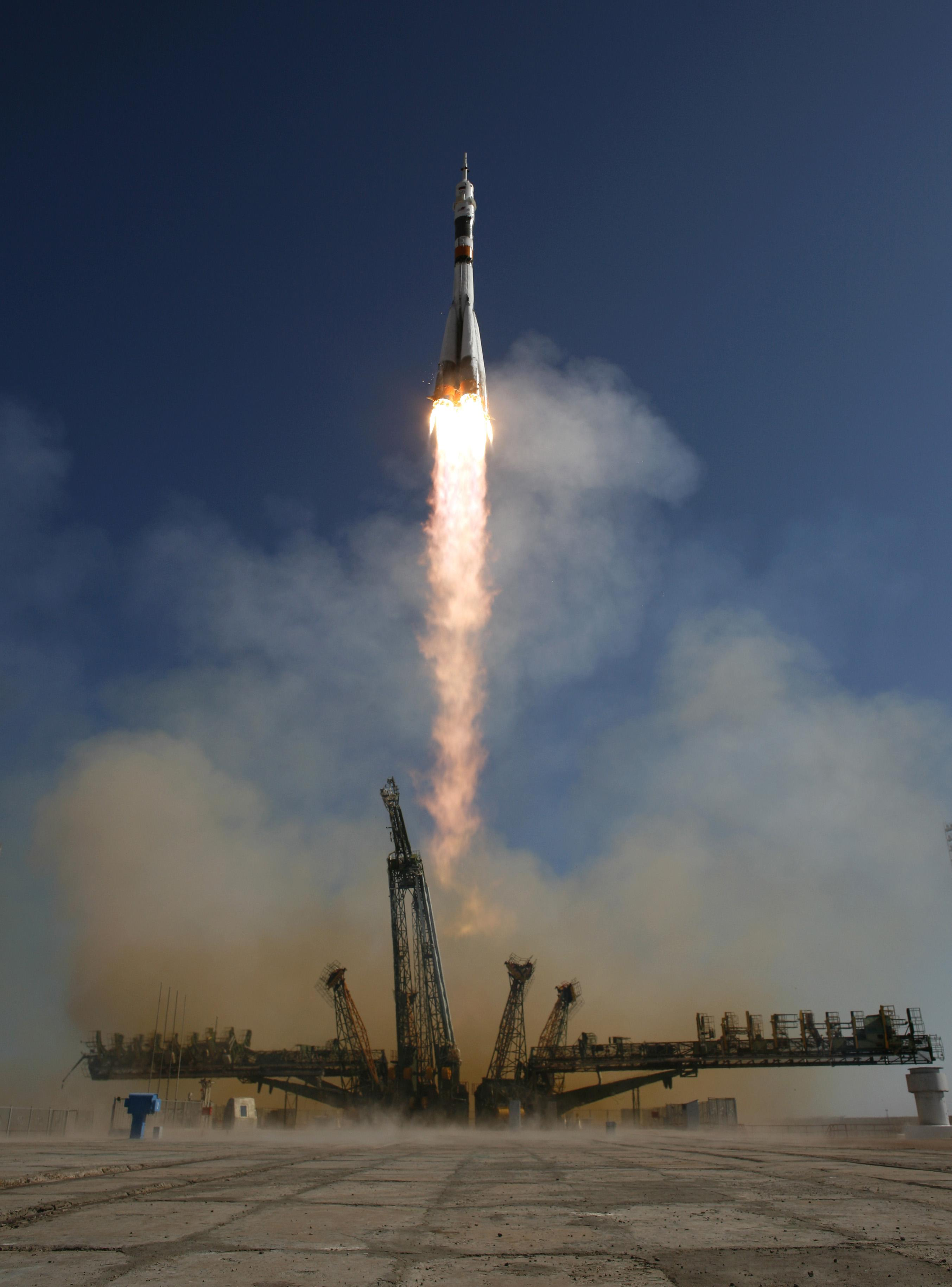
A  Soyuz TMA-16 levando integrantes da expedição parte do Cosmódromo de Baikonur.
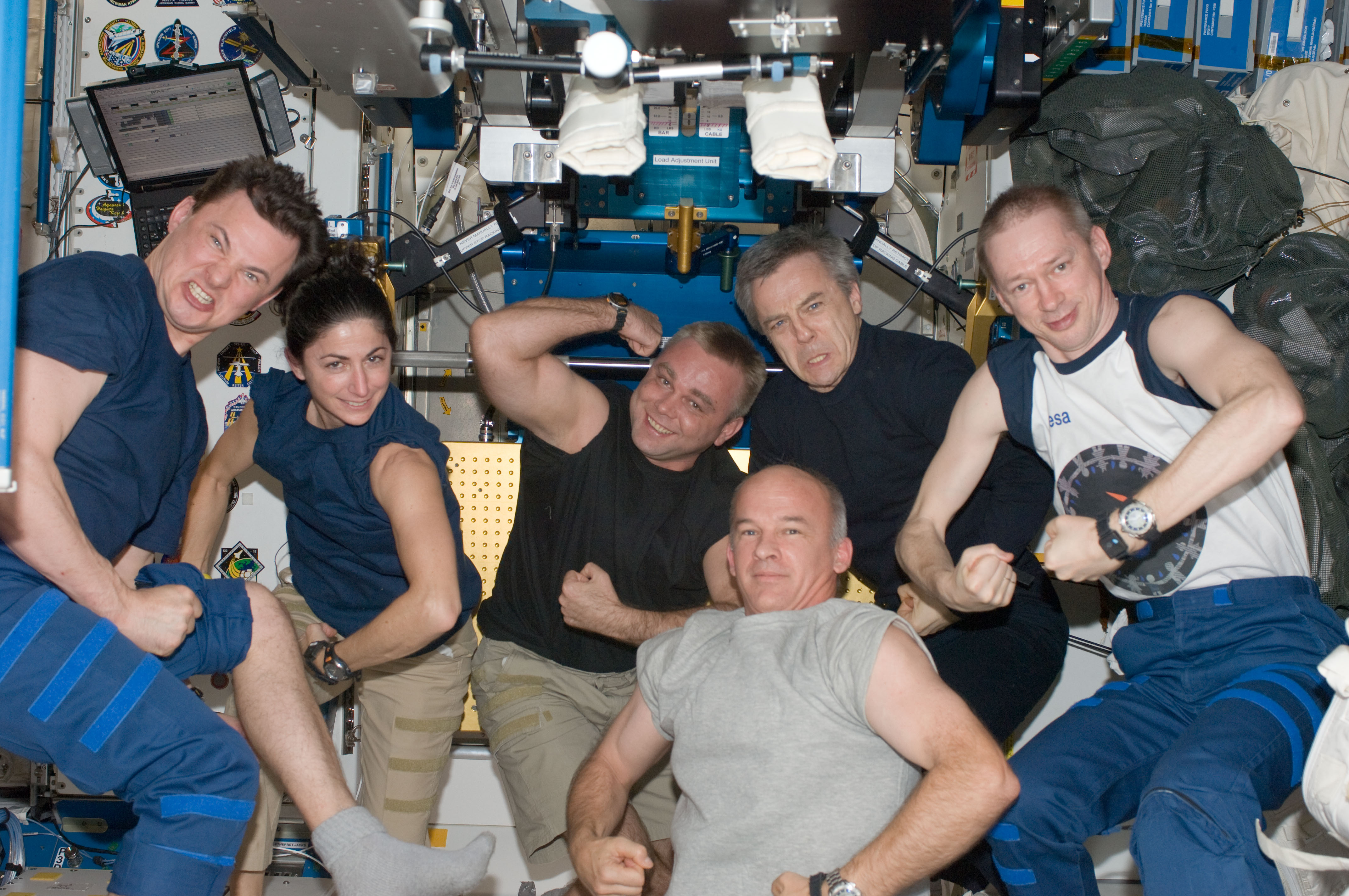
A  tripulação mostrando os músculos no módulo Unity.
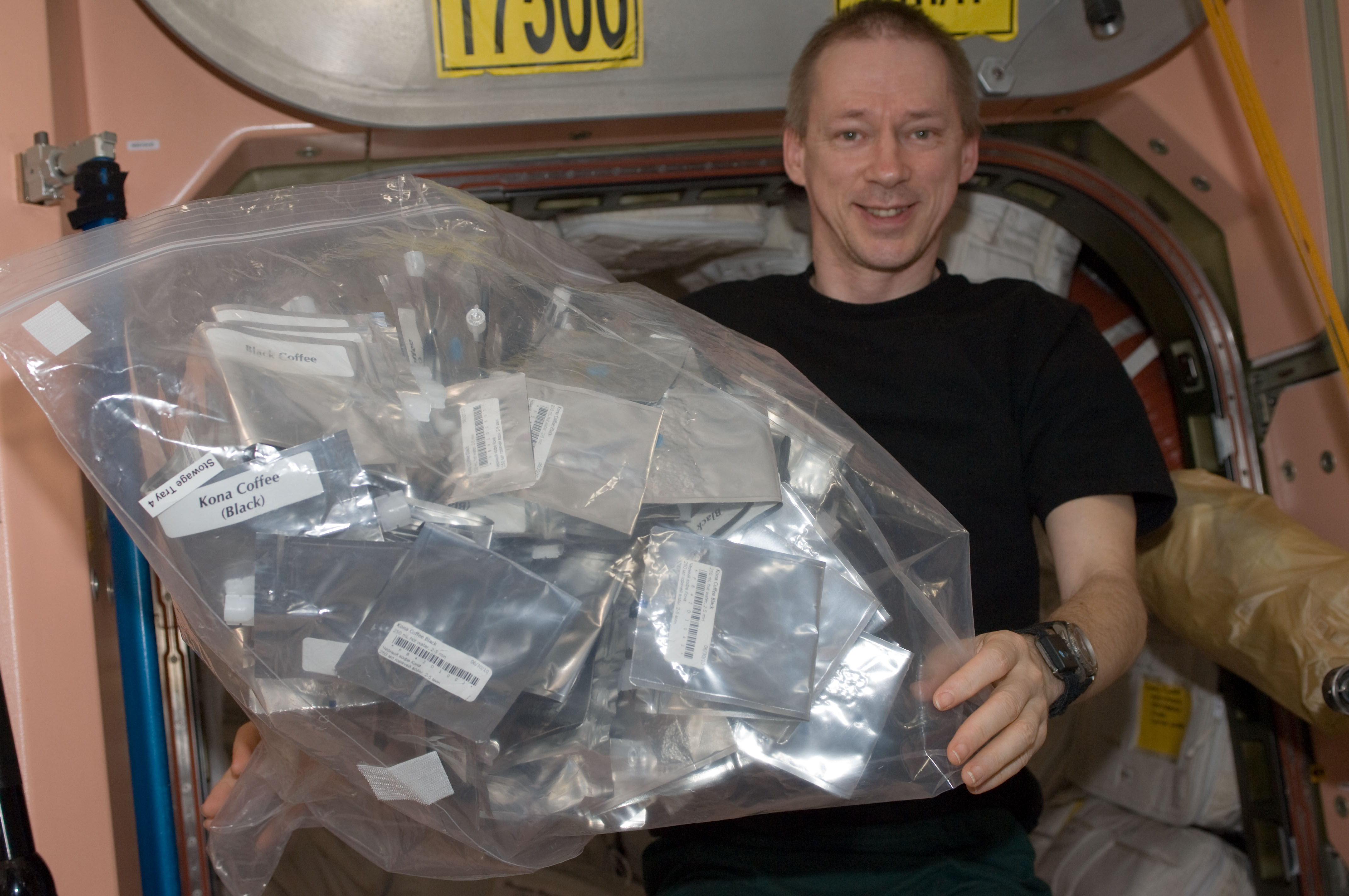
De Winne com um grande saco de bebidas diversas.
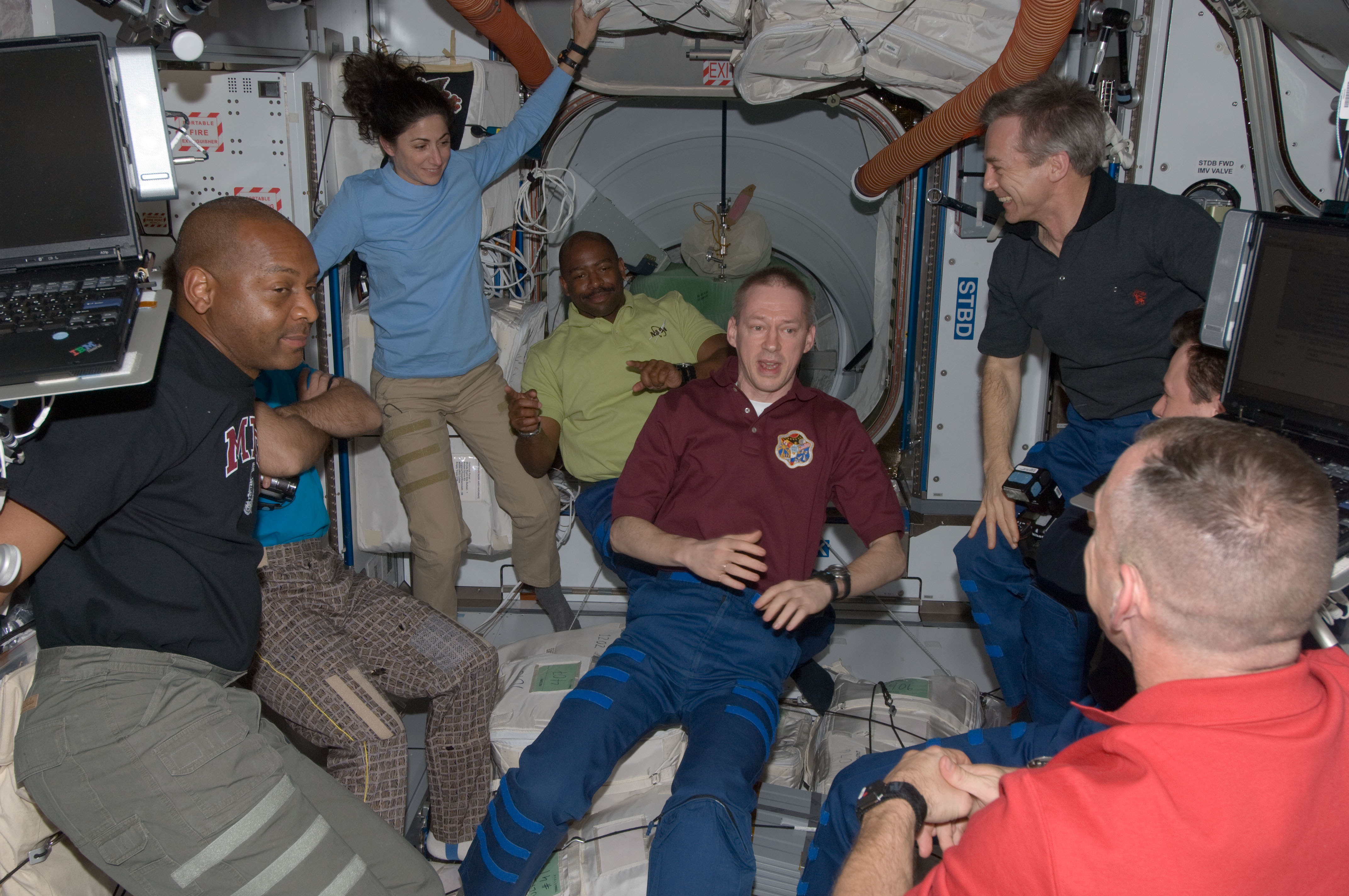
Membros da expedição e da STS-129 Atlantis  reunidos.
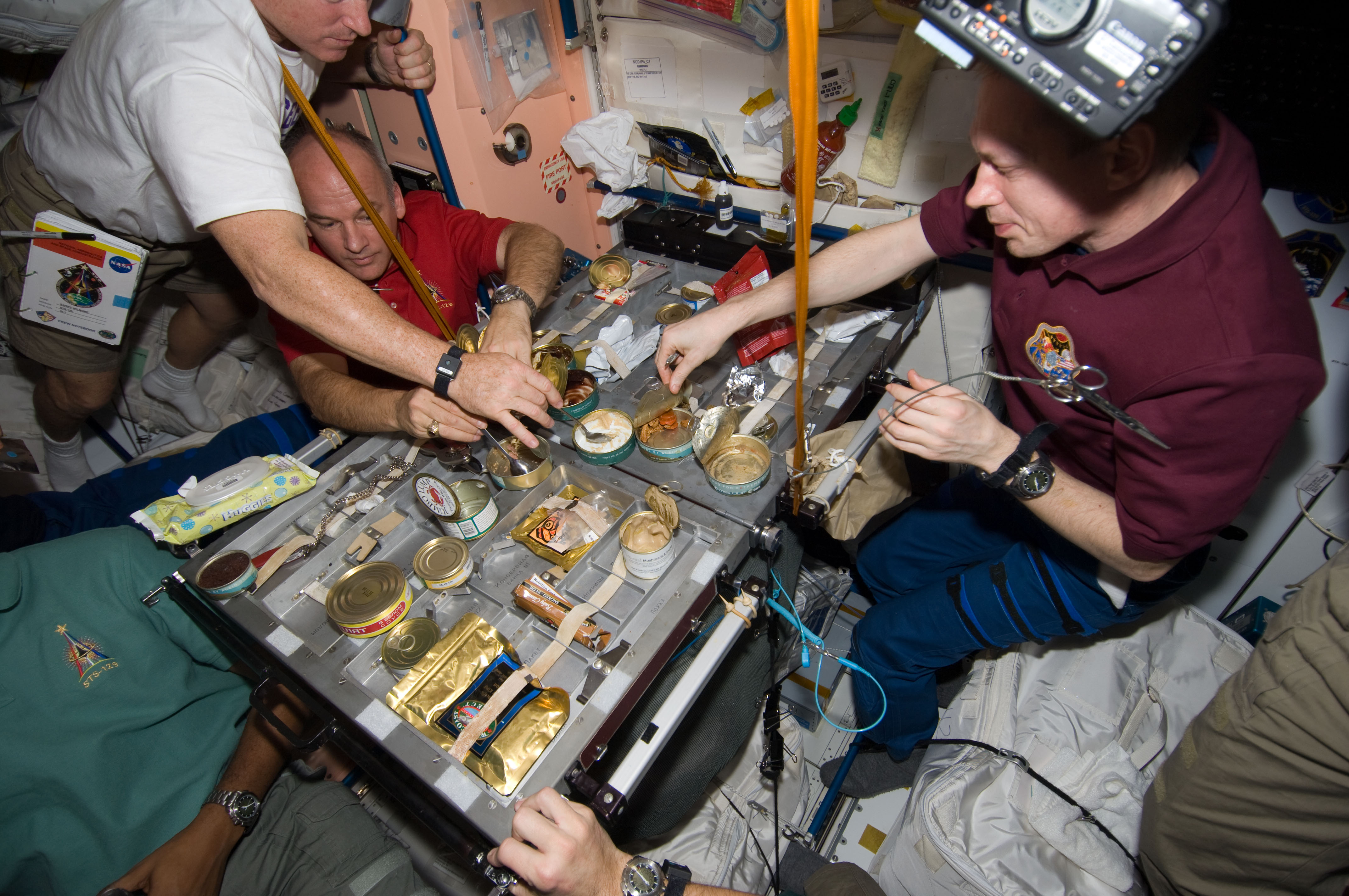
Refeição conjunta das duas tripulações.
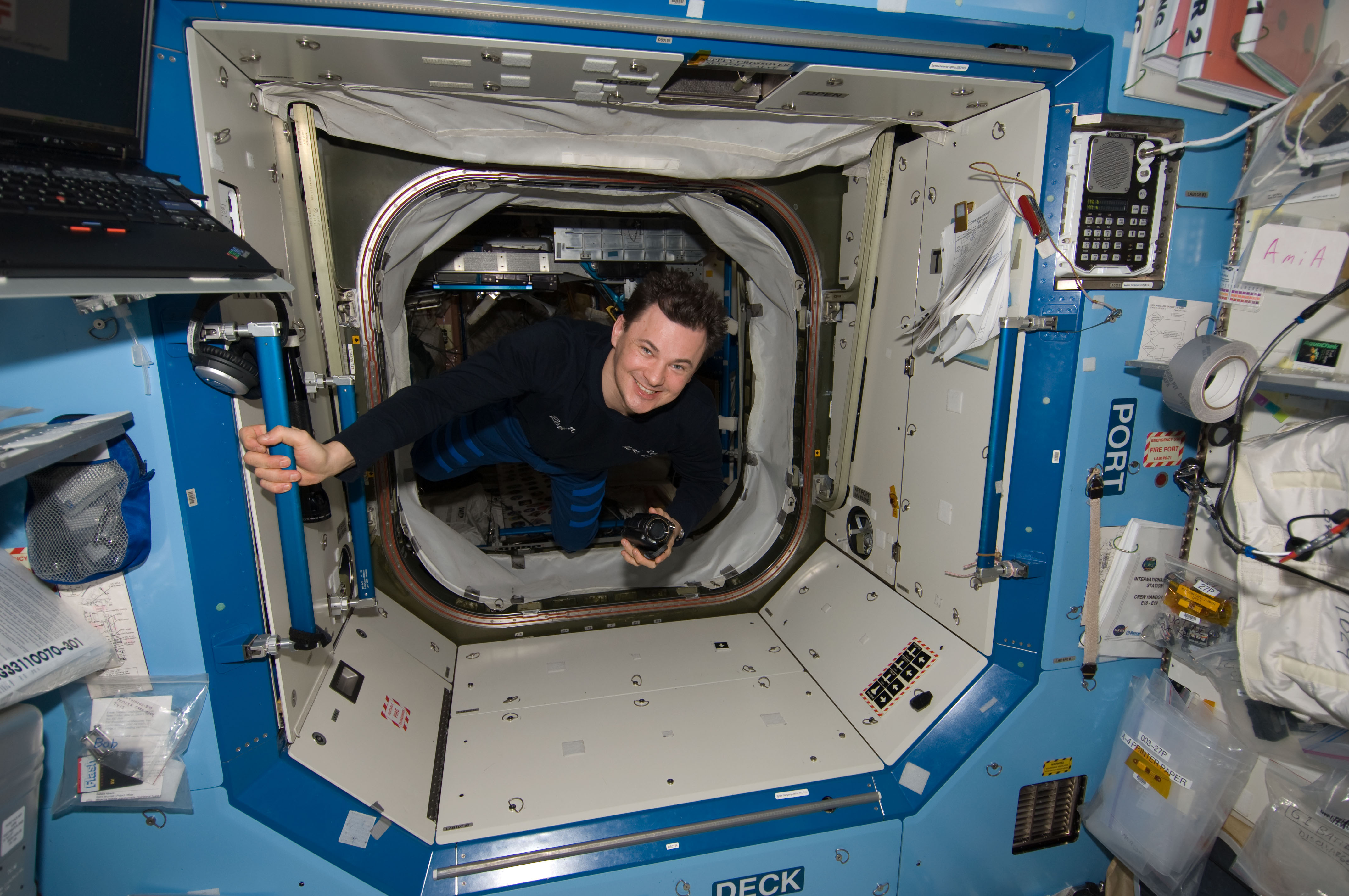
Roman Romanenko flutua na estação.